# Oguški rajon
Oguški rajon (azerski: Oğuz rayonu) je jedan od 66 azerbajdžanskih rajona. Oguški rajon se nalazi na sjeveru Azerbajdžana te graniči s Rusijom. Središte rajona je Oguz. Površina Oguškog rajona iznosi 1.220 km². Oguški rajon je prema popisu stanovništva iz 2009. imao 40.284 stanovnika, od čega su 20.172 muškarci, a 20.112 žene.
Oguški rajon se sastoji od 31 općina.